# Calixto Rodríguez
Calixto Rodríguez García (1848-1917) fue un ingeniero, empresario y político español.

## Biografía

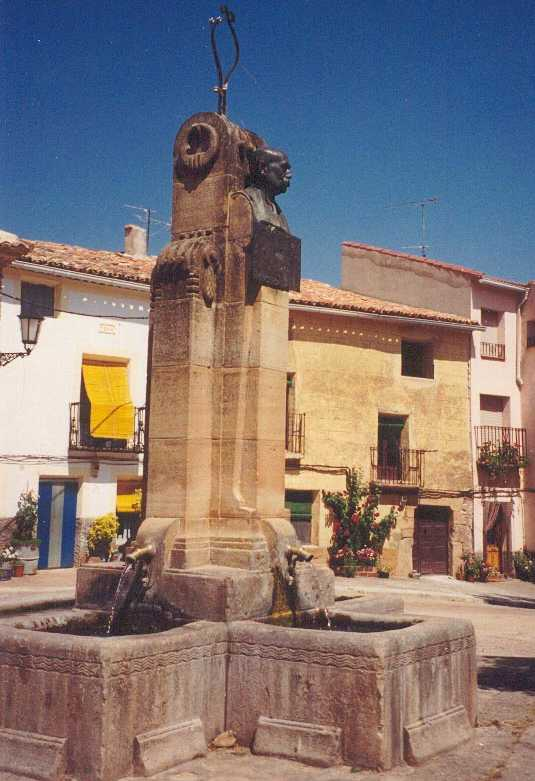
Fuente de Calixto Rodríguez en Rillo de Gallo

Nacido en 1848 en la ciudad asturiana de Gijón, estudió para ingeniero de montes. Fue fundador en 1898 de la Unión Resinera Española. De ideología republicana, llegó a obtener escaño de diputado en las Cortes de la Restauración. Calixto Rodríguez, que alcanzó la consideración de hijo adoptivo de Molina de Aragón, falleció en 1917 en Madrid, el día 8 de abril. Fue enterrado en la localidad zaragozana de Cervera.